# Ja'Net DuBois
Jeannette Theresa Dubois, conocida a nivel profesional como Ja'Net DuBois, Ja'net DuBois o Ja'Net Du Bois, (Brooklyn, Nueva York; 5 de agosto de 1932-Glendale, California; 17 de febrero de 2020), fue una actriz y cantautora estadounidense, reconocida por interpretar el papel de Willona Woods en la popular serie cómica Good Times, emitida originalmente entre 1974 y 1979. DuBois además compuso e interpretó la canción "Movin' on Up" para la serie The Jeffersons, emitida entre 1975 y 1985.
DuBois falleció a los ochenta y siete años el 17 de febrero de 2020 por causas naturales en su casa en Glendale, California.

## Filmografía

### Cine y televisión
| Año       | Título                                     | Papel               |
| --------- | ------------------------------------------ | ------------------- |
| 1966      | A Man Called Adam                          | Martha              |
| 1969      | J.T.                                       | Rodeen Gamble       |
| 1970-72   | Love of Life                               | Loretta Allen       |
| 1972      | Sanford and Son (1 episodio)               | Juanita Grismore    |
| 1973      | Five on the Black Hand Side                | Stormy Monday       |
| 1973      | Shaft (1 episodio)                         | Diana Richie        |
| 1973      | The Blue Knight                            | Celia Louise        |
| 1974-79   | Good Times (133 episodios)                 | Willona Woods       |
| 1974      | Kojak (1 episodio)                         | Paula Thomas        |
| 1975      | Caribe (1 episodio)                        | Melinda Jameson     |
| 1977      | A Piece of the Action                      | Nellie Bond         |
| 1979      | Roots: The Next Generations                | Sally Harvey        |
| 1980      | The Love Boat (1 episodio)                 | Evelyn Hopkins      |
| 1981      | Hellinger's Law                            | Dottie Singer       |
| 1981      | The Facts of Life (1 episodio)             | Ethel               |
| 1981      | The Sophisticated Gents                    | Onetha Wiggins      |
| 1983      | The Tom Swift and Linda Craig Mystery Hour | Sra. Gorman         |
| 1986      | Stranded                                   | Bettina             |
| 1987      | Kids Like These                            | Sra. Page           |
| 1988      | I'm Gonna Git You Sucka                    | Ma Bell             |
| 1989      | Nearly Departed (1 episodio)               | Clerk               |
| 1990      | Penny Ante: The Motion Picture             | Tía                 |
| 1990      | Heart Condition                            | Sra. Stone          |
| 1990      | New Attitude (1 episodio)                  | Irma                |
| 1990      | Doctor Doctor (1 episodio)                 | Ella Wilkes         |
| 1990      | Hammer, Slammer, & Slade                   | Joanne Wilson       |
| 1991      | A Different World (1 episodio)             | Brenda Hanes        |
| 1991      | True Colors (1 episodio)                   | May Freeman         |
| 1991      | Dream On (1 episodio)                      | June                |
| 1992      | Beverly Hills, 90210 (1 episodio)          | Arlene              |
| 1992-93   | The Golden Palace (2 episodios)            | Louise Wilson       |
| 1993      | Harlan & Merleen                           | Maxine              |
| 1994      | Sister, Sister (1 episodio)                | Mom O'Danielle      |
| 1994      | Hangin' with Mr. Cooper (1 episodio)       | Dorothy Cooper      |
| 1995      | Martin (1 episodio)                        | Ella misma          |
| 1991-1995 | Home Improvement (2 episodios)             | Carol               |
| 1995      | ER (1 episodio)                            | Macy Chamberlain    |
| 1995      | Magic Island                               | Lucretia            |
| 1996      | Sophie & the Moonhanger                    | Agnes               |
| 1996      | Don't Look Back                            | Sra. Lawson         |
| 1997      | Moesha (1 episodio)                        | Sra. Moss           |
| 1997      | Touched by an Angel (1 episodio)           | Esther Hamilton     |
| 1996-1998 | The Wayans Bros. (10 episodios)            | Abuela Ellington    |
| 1998      | Best Friends for Life                      | Katie Pegues        |
| 1998      | Hard Time                                  | Lefty               |
| 1999      | Clueless (1 episodio)                      | Liddy               |
| 1999      | Hard Time: Hostage Hotel                   | Lefty               |
| 1999-2001 | The PJs (42 episodios)                     | Sra. Florence Avery |
| 2000      | Waterproof                                 | Viola Battle        |
| 2000      | The Steve Harvey Show (1 episodio)         | Delores             |
| 2000      | Everybody Loves Raymond (1 episodio)       | Dottie              |
| 2000-2002 | As Told by Ginger (2 episodios)            | Sra. Patterson      |
| 2003      | Boomtown (1 episodio)                      | Denise Smith        |
| 2003      | One on One (1 episodio)                    | Queen Esther        |
| 2003      | Los ángeles de Charlie: Al límite          | Momma Bosley        |
| 2006      | Crossing Jordan (1 episodio)               | Sra. Jones          |
| 2007      | Random! Cartoons (1 episodio)              | Madre               |
| 2007      | Cold Case (1 episodio)                     | Edna Johnson        |
| 2011      | G.I. Joe: Renegades                        | Grams Hinton        |
| 2016      | She's Got a Plan                           | Betty Angelo        |

## Discografía
- Queen of the Highway (Som Livre, 1980)
- Again, Ja'Net DuBois (Peanuts & Caviar Internationale, 1983)
- Hidden Treasures (Peanuts & Caviar Internationale, 2007)